# 沈允成
沈允成（1538年—1575年），字汝賢，號帶溪，浙江湖州府德清縣人，民籍，明朝政治人物。

## 生平
嘉靖三十七年（1558年）戊午科浙江鄉試第五十六名舉人。隆慶五年（1571年）中式辛未科會試第二百二十一名，三甲第三百零七名進士。吏部觀政，授行人，萬曆三年卒于河南。

## 家族
曾祖沈珎；祖父沈仁；父沈淇，儒學教授。母馬氏。严侍下。兄沈松，布政司右参议；沈楩；沈栻、沈檀。